# Weeki Wachee
Weeki Wachee ist eine ehemalige City im Hernando County im US-Bundesstaat Florida. Das U.S. Census Bureau bei der Volkszählung 2020 eine Einwohnerzahl von 16 ermittelt. Im Juni 2020 wurde die Gemeinde aufgelöst.

## Geographie
Weeki Wachee liegt rund 15 km westlich von Brooksville sowie etwa 70 km nördlich von Tampa.

## Demographische Daten
Laut der Volkszählung 2010 verteilten sich die damaligen 12 Einwohner auf elf Haushalte. Die Bevölkerungsdichte lag bei 4,6 Einw./km². 100 % der Bevölkerung bezeichneten sich als Weiße.

## Verkehr
In Weeki Wachee trifft die Florida State Road 50 auf den U.S. Highway 19. Der nächste Flughafen ist der Tampa International Airport (rund 70 km südlich).